# Pedicularis brevifolia
Pedicularis brevifolia är en snyltrotsväxtart som beskrevs av David Don. Pedicularis brevifolia ingår i släktet spiror, och familjen snyltrotsväxter. Inga underarter finns listade i Catalogue of Life.